# Władimir Czerniajew
Władimir Nikołajewicz Czerniajew, ros. Владимир Николаевич Черняев – radziecki skoczek narciarski, na arenie krajowej reprezentujący Kazachską SRR. Piętnastokrotny mistrz ZSRR w skokach narciarskich, wielokrotny reprezentant ZSRR w konkursach Pucharu Świata i Turnieju Czterech Skoczni, uczestnik mistrzostw świata w narciarstwie klasycznym w Oslo i mistrzostw świata w lotach narciarskich w Oberstdorfie i Harrachovie. Jego brat, Anatolij, również był skoczkiem.

## Życiorys
Pochodzi z Ałmaty. Był wychowankiem szkoły sportowej "Rezerwy pracy" w Ałmaty, utworzonej w roku 1974. Uczestniczył w edycji Turnieju Czterech Skoczni 1977/1978, zajmując w klasyfikacji końcowej 34. miejsce, które okazało się najlepszym w historii startów Czerniajewa w TCS. Najlepszy wynik uzyskał w Garmisch-Partenkirchen, zajmując 23. miejsce. 8 lutego 1978 zajął 4. miejsce w konkursie Uniwersjady w Szpindlerowym Młynie. W tym samym roku zdobył złoty i brązowy medal na 4. Zimowej Spartakiadzie narodów ZSRR.
Dobrymi wynikami popisał się w Turnieju Czeskim 1981, gdzie zajął 9. miejsce w klasyfikacji cyklu. Szóste miejsce uzyskane w konkursie w Libercu okazało się najlepszym w historii startów Czerniajewa w Pucharze Świata. Występy w sezonie 1980/81, zwieńczone zwycięstwem w 8. Spartakiadzie Armii Zaprzyjaźnionych, pozwoliły mu wystartować w mistrzostwach świata w lotach w Oberstdorfie. Uzyskał on końcową notę 840 punktów, zajmując 20. miejsce. W rozgrywkach Pucharu Świata 1980/1981 zakończył w klasyfikacji generalnej na 24. miejscu. W sezonie 1981/1982 Czerniajew obniżył swoje notowania. Wystartował na mistrzostwach świata w Oslo uzyskując 13. miejsce w konkursie na skoczni dużej i 52. lokatę w konkursie na skoczni normalnej. Zajął 59. miejsce w klasyfikacji generalnej PŚ. W sezonie 1982/1983 wystartował w mistrzostwach świata w lotach w Harrachovie, zajmując 28. miejsce w turnieju.
Po sezonie 1983/1984, zwieńczonym występem w Turnieju Czterech Skoczni i zwycięstwem w Pucharze Europy w Neustadt, Czerniajew rzadziej występował na arenie międzynarodowej. Na krótko powrócił do Pucharu Świata w sezonie 1986/87, występując w próbie przedolimpijskiej w Calgary i w konkursach na kontynencie amerykańskim. Ostatnimi wystąpami międzynarodowymi Czerniajewa okazały się zawody Pucharu Europy w Neustadt i Schoenwaldzie.

## Puchar Świata w skokach narciarskich

### Miejsca w klasyfikacji generalnej
- sezon 1979/1980: -
- sezon 1980/1981: 24. miejsce
- sezon 1981/1982: 59. miejsce
- sezon 1982/1983: -
- sezon 1983/1984: -
- sezon 1986/1987: -

## Mistrzostwa Świata
- Indywidualnie
  - 1982 Oslo (NOR) – 13. miejsce (duża skocznia), 52. miejsce (normalna skocznia)

## Turniej Czterech Skoczni

### Miejsca w klasyfikacji generalnej
- sezon 1977/1978: 34. miejsce
- sezon 1978/1979: 50. miejsce
- sezon 1979/1980: 69. miejsce
- sezon 1980/1981: 51. miejsce
- sezon 1981/1982: 40. miejsce
- sezon 1982/1983: 41. miejsce
- sezon 1983/1984: 48. miejsce

## Mistrzostwa świata w lotach narciarskich
- 1981 (Oberstdorf): 20. miejsce
- 1983 (Harrachov): 21. miejsce

## Ciekawostki
Nazwisko Władimira Czerniajewa widniało w rubryce klubu Dmitrija Czwykowa, byłego skoczka z Kazachstanu, reprezentującego kirgiskie barwy.